# Деалу Маре (Дамбовица)
Деалу Маре (рум. Dealu Mare) насеље је у Румунији у округу Дамбовица у општини Бучумени. Oпштина се налази на надморској висини од 508 m.

## Становништво
Према подацима из 2002. године у насељу је живело 1475 становника, од којих су сви румунске националности.